# Klingenmünster
Klingenmünster ist eine Ortsgemeinde im Landkreis Südliche Weinstraße in Rheinland-Pfalz. Sie gehört der Verbandsgemeinde Bad Bergzabern an, innerhalb derer sie gemessen an der Einwohnerzahl die zweitgrößte Ortsgemeinde und die am weitesten nördlich gelegene darstellt. Klingenmünster ist ein staatlich anerkannter Erholungsort. Überregionale Bekanntheit erlangte die Gemeinde als Standort des Pfalzklinikums für Psychiatrie und Neurologie.

## Geographie

### Lage
Der Weinort liegt in der Region Weinstraße am Haardtrand etwa fünf Kilometer nördlich von Bad Bergzabern und bildet den nördlichen Abschluss der Verbandsgemeinde Bad Bergzabern. Der Westen der Gemarkung ragt in den Wasgau hinein, wie der Südteil des Pfälzerwalds auch genannt wird. Zu Klingenmünster gehören zusätzlich die Wohnplätze Frauenlob (Wagmühle), Kaiserbacher Mühle (Talmühle), Klingbachhof, Magdalenenhof und Sägemühle. Nördlich vom Hauptort liegt das Pfalzklinikum für Psychiatrie und Neurologie. Nachbargemeinden sind – im Uhrzeigersinn – Waldhambach, Eschbach, Göcklingen, Heuchelheim-Klingen, Gleiszellen-Gleishorbach, Silz und Münchweiler am Klingbach.

### Erhebungen
Nordwestlich des Siedlungsgebiets erhebt sich der 503,7 m hohe Treutelsberg. An der Gemarkungsgrenze zu Silz und Gleiszellen-Gleishorbach befindet sich der Abtskopf (487 m). Weiter östlich erstreckt sich der 395 m hohe Hatzelberg. Südlich des Siedlungsgebiets steht der 229 m hohe Kreuzberg und östlich von diesem der 201 m hohe Kühnberg.

### Gewässer
Durch die Gemeinde fließt in West-Ost-Richtung der Klingbach. Im Nordwesten der Gemarkung mitten im Pfälzerwald liegt die Marthaquelle. Im Norden verläuft für eine kurze Strecke der Kaiserbach über die Gemarkung von Klingenmünster.

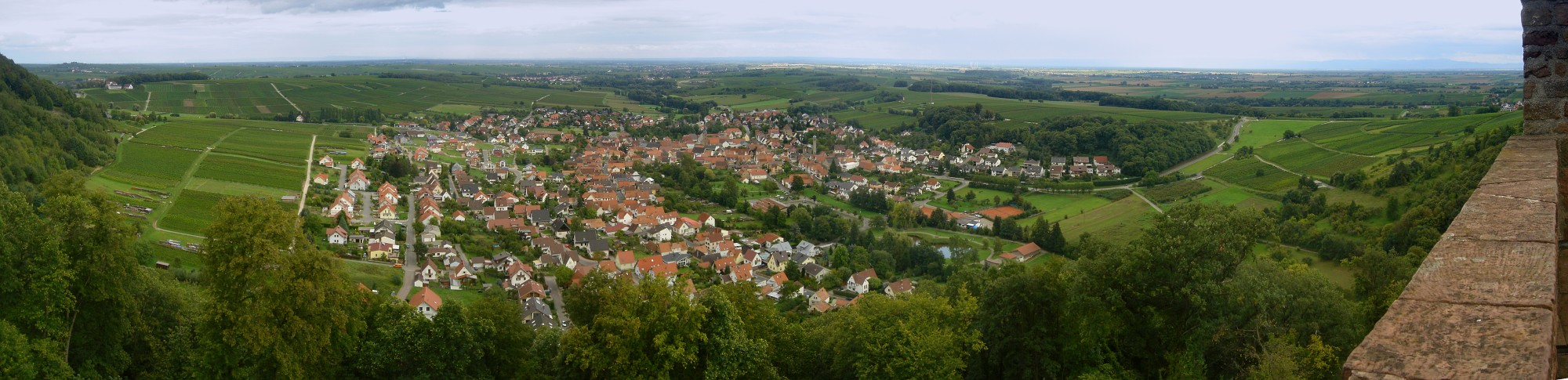
Klingenmünster 2008

## Geschichte

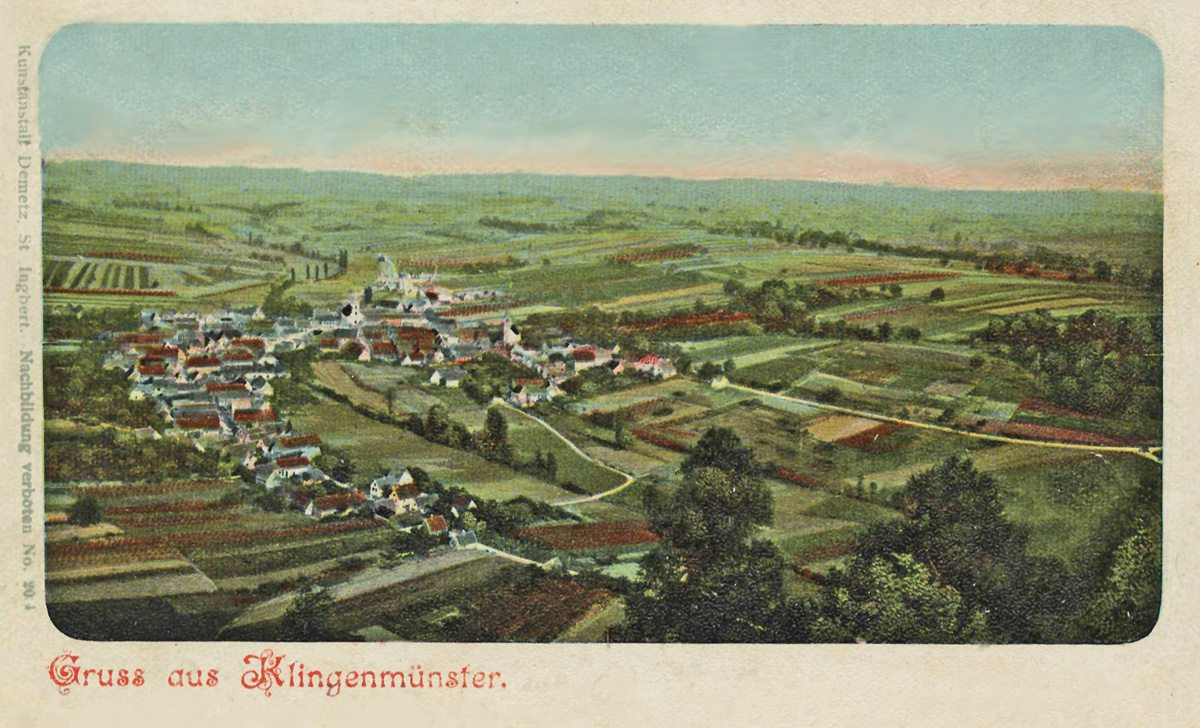
Klingenmünster um 1900

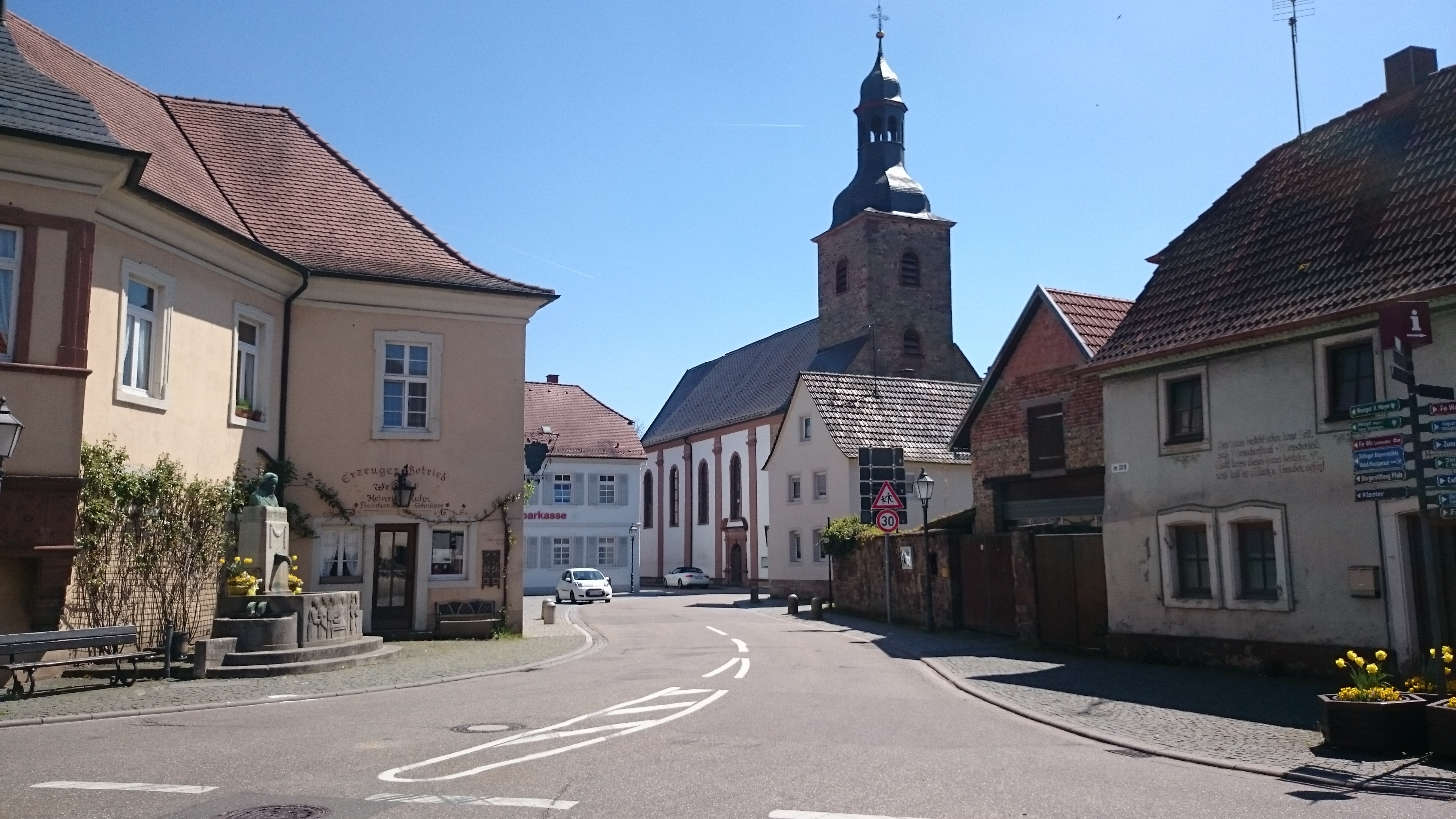
Ortsbild mit Kirche, 2016

Der Ort Klingenmünster entstand als Siedlung von Bauern und Handwerkern um das Reichskloster Klingenmünster herum. Die Geschichte der Gemeinde ist somit sehr eng mit dem Kloster in wirtschaftlicher und politischer Hinsicht verknüpft. Die Bauern und Handwerker von Klingenmünster waren Leibeigene des Klosters und gehörten zum Fronhofbestand.
Als im 12. Jahrhundert Adalbert I. Erzbischof von Mainz wurde, kamen seine Verwandten, die Grafen von Saarbrücken, in die Gegend von Klingenmünster. Sie zogen die politische Macht an sich und übernahmen die Lehensherrschaft, die vorher das Kloster ausgeübt hatte. Dies bedeutete eine deutliche Schwächung des Klosters. In einer Urkunde von 1411 wurden die „armen Leibeigene und Hintersassen“ von Klingenmünster zum ersten Mal erwähnt. Hierbei ist die Gesamtheit der Einwohner des Dorfes gemeint. Die Zeit von 1618 bis 1714 war von kriegerischen Ereignissen wie dem Dreißigjährigen Krieg, den Erbfolgekriegen, Bauernkriegen und den Eroberungskriegen von Ludwig XIV. gekennzeichnet. 1743 besaß das 55e régiment d’infanterie in Klingenmünster vorübergehend eine Garnison.
Im Herbst 1792 erfasste die Französische Revolution den Ort, und Klingenmünster schloss sich als eine der ersten Gemeinden dieser Bewegung an. Hier waren keine nationalistischen Strömungen am Werk, sondern nur soziale Beweggründe. Es folgte eine Umwälzung der Besitzverhältnisse und der gesellschaftlichen Ordnung. Adel, Geistliche und Beamten verloren ihre bevorzugte Stellung, Bürger und Bauern kamen zu stärkerer Geltung. Ab Ende des 18. Jahrhunderts war die Gemeinde somit Teil der Französischen Republik, anschließend bis 1815 Teil des Napoleonischen Kaiserreichs, und in den Kanton Bergzabern im Departement des Niederrheins eingegliedert. 1815 wurde sie Österreich zugeschlagen. Bereits ein Jahr später, am 1. Mai 1816, wechselte sie wie die gesamte Pfalz in das Königreich Bayern. Von 1818 bis 1862 gehörte Klingen-Münster – so die damalige Schreibweise – dem Landkommissariat Bergzabern an; aus diesem ging das Bezirksamt Bergzabern hervor.
1939 wurde die Gemeinde in den Landkreis Bergzabern eingegliedert. Nach dem Zweiten Weltkrieg wurde die Gemeinde innerhalb der französischen Besatzungszone Teil des damals neugebildeten Landes Rheinland-Pfalz und des Regierungsbezirks Pfalz. Im Zuge der ersten rheinland-pfälzischen Verwaltungsreform wechselte der Ort am 7. Juni 1969 in den neu geschaffenen Landkreis Landau-Bad Bergzabern, der 1978 in Landkreis Südliche Weinstraße umbenannt wurde. 1972 wurde die Gemeinde der ebenfalls neugebildeten Verbandsgemeinde Bad Bergzabern zugeordnet. Die ursprünglich zu Waldhambach gehörenden Weiler Frauenlob und Kaiserbacher Mühle wurden außerdem nach Klingenmünster umgemeindet.

## Bevölkerung

### Religion

#### Christentum

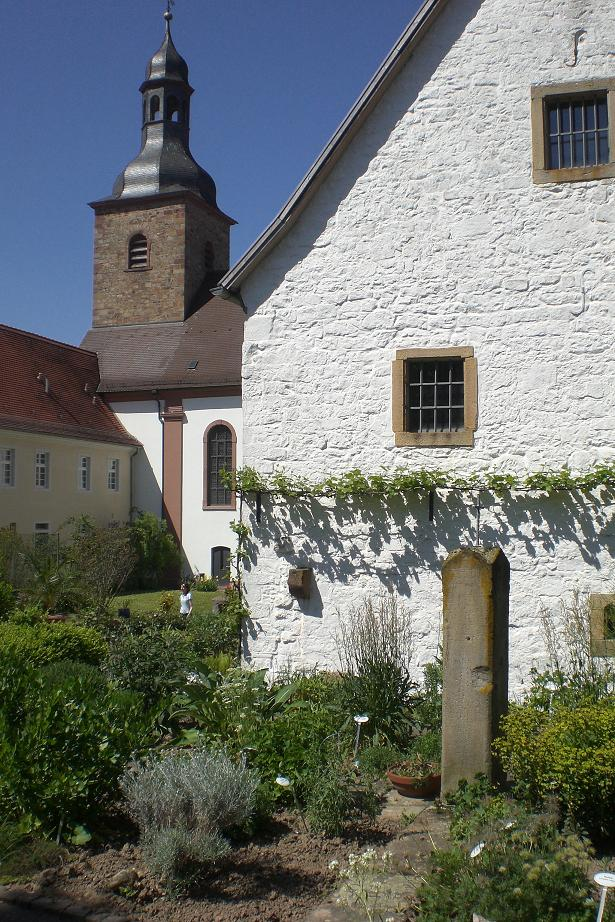
Katholische Kirche St. Michael und Klostergarten

Im Mittelalter war die Gemeinde Wirkungsstätte der Iroschottischen Kirche. Das Kloster und spätere Chorherrenstift Klingenmünster wurde 1565 aufgelöst. Die Pfalz wurde danach protestantisch und die Stiftskirche entsprechend als evangelische Kirche genutzt. Ab 1566 sind reformierte Pfarrer in Klingenmünster belegt. In Folge der Gegenreformation kamen ab 1684 auch wieder Katholiken in den Ort. Zu Beginn des 18. Jahrhunderts wurden die Simultaneen der Kirchen aufgelöst.
1762 entstand eine reformierte Kirche, deren Gebäude mittlerweile als evangelischer Kindergarten fungiert, und 1782 eine lutherische Kirche, die inzwischen das evangelische Pfarramt beherbergt. 1818 fand in der Pfalz eine evangelische Kirchenreform statt, im Zuge derer eine protestantische Union von Lutheranern und Reformierten entstand. 1829 wurden daher die lutherische Kirche abgerissen und nur noch die größere reformierte Kirche genutzt. Diese besaß keinen Kirchturm, sondern lediglich einen Dachreiter. 1848 wurden vor der Kirche ein 30 Meter hoher Turm errichtet und der Dachreiter entfernt. Das königlich bayerische Bauamt in München hatte allerdings davor gewarnt, weil der Untergrund nicht tragfähig war. Im Jahre 1937 wurden der Glockenstuhl erneuert und eine dritte Glocke eingebaut. In den letzten Kriegstagen des Zweiten Weltkrieges wurden eine Panzersperre nahe der Kirche errichtet und dabei das Fundament der Kirche und des Turms geöffnet. Die Kirche wurde dadurch baufällig und musste 1956 abgerissen werden. 1958 wurde die neue evangelische Kirche, erbaut im Stil der Nachkriegsmoderne mit einem separaten, freistehenden Betonkirchturm, eingeweiht. 2024 wurde der inzwischen baufällig gewordene Betonkirchturm aus Sicherheitsgründen wieder abgerissen.

#### Judentum
Vor Ort befand sich einst eine Synagoge. Die Mitglieder der jüdischen Gemeinde gehörten einst zum Bezirksrabbinat Landau (Pfalz) und wurden in Annweiler begraben. Entlang der Weinstraße erinnern außerdem zwei Stolpersteine an Juden, die während des Dritten Reichs deportiert wurden.

### Konfessionsstatistik
Am 31. Oktober 2014 waren 38,5 % der Einwohner evangelisch und 38,6 % katholisch. Die übrige 22,9 % gehörten einer anderen Glaubensgemeinschaft an oder waren konfessionslos. Die Anteile der Katholiken und vor allem die der Protestanten sind seitdem gesunken. Mit Stand Oktober 2024 waren von den Einwohnern 32,2 % katholisch, 30,4 % evangelisch, und 37,4 % waren konfessionslos oder gehörten einer anderen Glaubensgemeinschaft an.

### Einwohnerstatistik
Die Entwicklung der Einwohnerzahl von Klingenmünster, die Werte von 1871 bis 1987 beruhen auf Volkszählungen:
| Jahr | Einwohner |
| ---- | --------- |
| 1815 | 1.349     |
| 1835 | 1.541     |
| 1871 | 1.717     |
| 1905 | 2.149     |
| 1939 | 2.677     |
| 1950 | 2.760     |
| 1961 | 3.267     |

| Jahr | Einwohner |
| ---- | --------- |
| 1970 | 2.979     |
| 1987 | 2.087     |
| 1997 | 2.366     |
| 2005 | 2.393     |
| 2011 | 2.199     |
| 2017 | 2.281     |
| 2024 | 2.247     |

## Politik

### Gemeinderat
Der Gemeinderat in Klingenmünster besteht aus 16 Ratsmitgliedern, die bei der Kommunalwahl am 9. Juni 2024 in einer personalisierten Verhältniswahl gewählt wurden, und der ehrenamtlichen Ortsbürgermeisterin als Vorsitzender.
Die Sitzverteilung im Gemeinderat:
| Wahl | SPD | CDU | FWG * | WGK * | Gesamt   |
| ---- | --- | --- | ----- | ----- | -------- |
| 2024 | 7   | 4   | 4     | 1     | 16 Sitze |
| 2019 | 8   | 4   | 4     | –     | 16 Sitze |
| 2014 | 6   | 4   | 6     | –     | 16 Sitze |
| 2009 | 6   | 5   | 5     | –     | 16 Sitze |
| 2004 | 7   | 5   | 4     | –     | 16 Sitze |

### Ortsbürgermeister
Kathrin Flory (SPD) wurde 2019 Ortsbürgermeisterin von Klingenmünster.  Bei der Direktwahl am 9. Juni 2024 setzte sie sich mit einem Stimmenanteil von 54,9 % gegen zwei Mitbewerber durch und wurde damit für weitere fünf Jahre in ihrem Amt bestätigt.
Ortsbürgermeister
- 1979–1986: Peter Paul
- 1986–2009: Wilfried Türck (SPD)
- 2009–2019: Erwin Grimm (FWG)
- seit 2019: Kathrin Flory (SPD)

### Wappen
| Wappen von Klingenmünster | Blasonierung: „In Gold ein schwarzes Gemarkungszeichen in Form einer aus einem Querstrich aufsteigenden und sich oben teilenden Leiste mit eingebogenen Enden, belegt mit einer roten Waage, darüber ein schwebendes rotes Tatzenkreuz.“ |
| Wappen von Klingenmünster | Wappenbegründung: 1483 verwendete der Schultheiß von Klingenmünster, Hans Johels, sein eigenes Siegel, welches sein privates Wappen beinhaltete und das eine ähnliche Figur wie das heutige Gemarkungszeichen im Ortswappen zeigt. Seit 1736 gab es ein Gerichtssiegel von Klingenmünster, dessen Zeichen offenbar dem alten Wappen nachgebildet war. Es gab somit eine lange unveränderte Tradition des Siegels von 1483 bis 1736.1963 wurden das Kreuz, als Attribute des Patrons des Klosters St. Michael, hinzugefügt und die offizielle Genehmigung für das Ortswappen vom Mainzer Innenministerium erteilt. |

## Kultur

### Bauwerke
Kulturdenkmäler

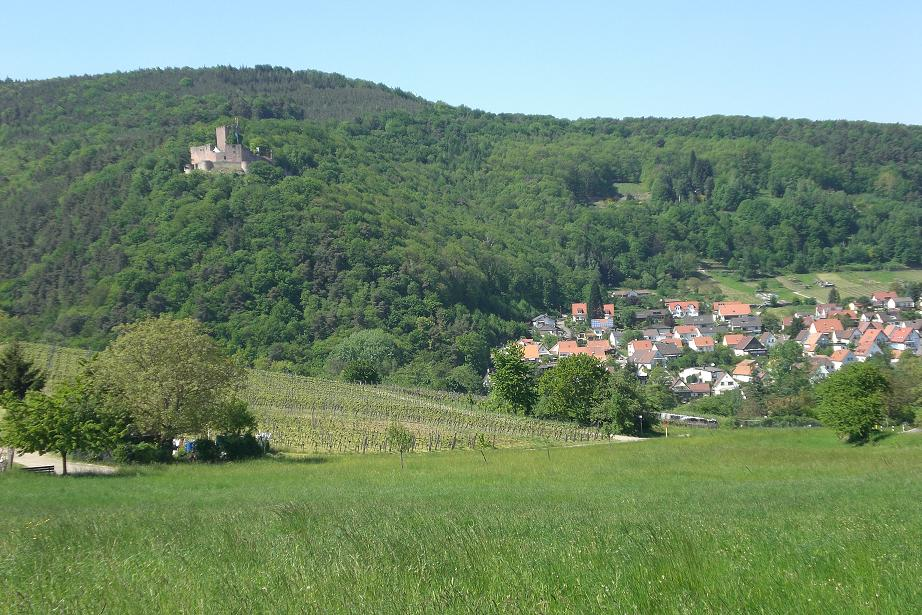
Die als Denkmalzone ausgewiesene Burg Landeck links im Bild, rechts die Bebauung von Klingenmünster

Das Pfalzklinikum für Psychiatrie und Neurologie, der Bereich des früheren Stiftsbezirks Klingenmünster sowie die Fliehburg Heidenschuh, die Salierburg Waldschlössel und die Stauferburg Landeck, die alle auf der Gemarkung von Klingenmünster liegen, sind als Denkmalzonen ausgewiesen.
Hinzu kommen zahlreiche Einzeldenkmäler, darunter der auf dem Treutelsberg befindliche Martinsturm, die zwischen 1928 und 1929 gebaute, vom Architekten Richard Riemerschmid entworfene Villa Dr. Schaffer sowie die Stiftsschaffnei, die verbaute romanische Reste enthält.

### Natur
Mit einer Kiefer westlich des Siedlungsgebiets und einem Sperberbaum bei der Kaiserbacher Mühle existieren vor Ort insgesamt zwei Naturdenkmale. Das Naturschutzgebiet Haardtrand – Am Klingbach befindet sich teilweise auf Gemarkung von Klingenmünster.

### Veranstaltungen
Am 28. August 2016 war Klingenmünster Eröffnungsort des Erlebnistags Deutsche Weinstraße; das Motto lautete „Himmlische Pfalz“.

## Wirtschaft und Infrastruktur

### Wirtschaft

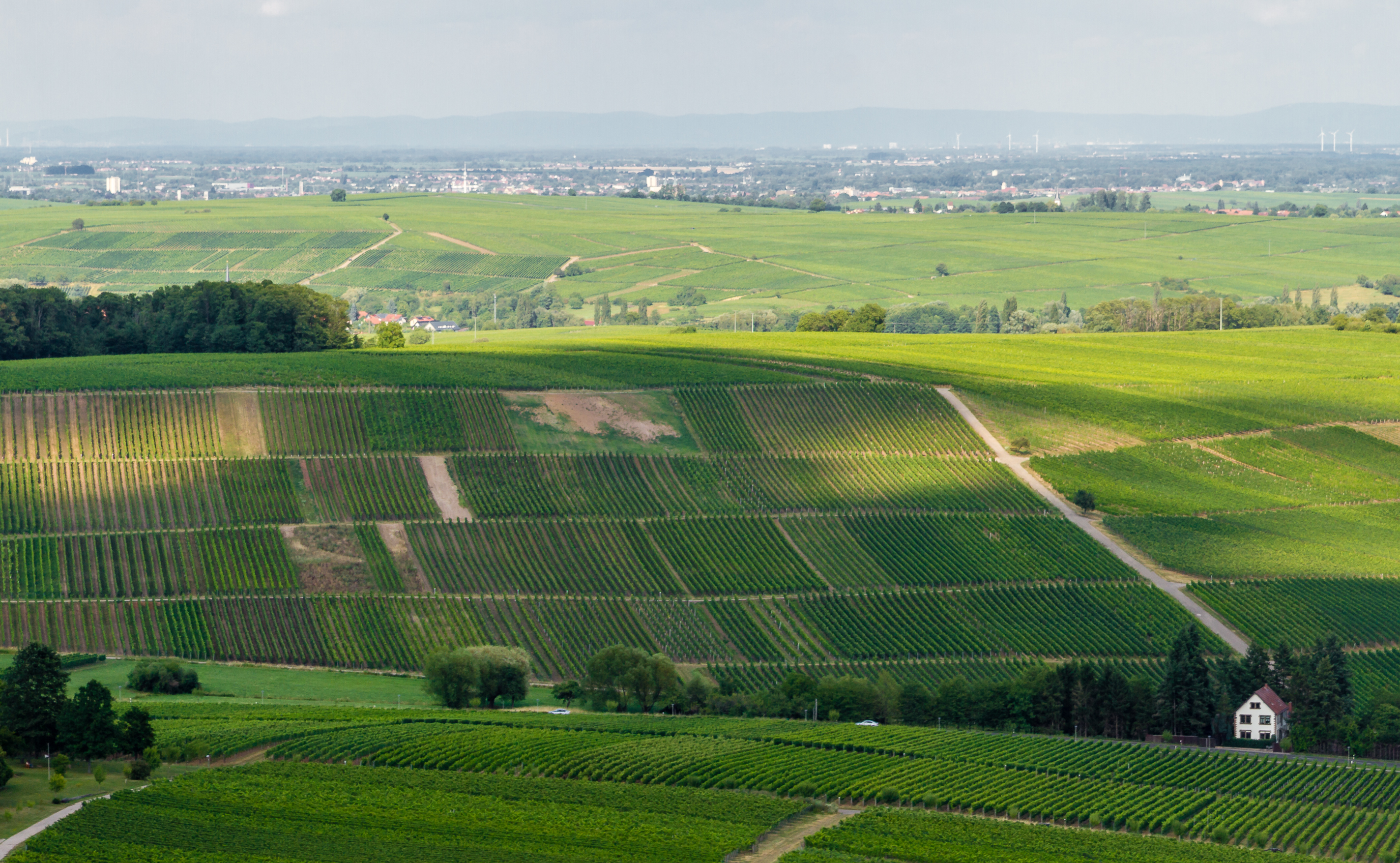
Weinberge auf Gemarkung von Klingenmünster

Die Gemeinde war von alters her sehr bäuerlich und konservativ geprägt. Man fürchtete durch die Industrialisierung einen Einbruch der überlieferten Ordnung, Verlust der Herrschaft im Dorfe und die Aufgabe von wertvollen Nutzflächen. Im Jahre 1857 eröffnete unter staatlicher Leitung eine Klinik für „Geisteskranke“, welche die bäuerlich geprägte Kulturlandschaft aus therapeutischen Gründen schätzte. Auswärtige Unternehmen hatten es schwer und auf Dauer keinen Erfolg. 1857 existierten eine Zigarrenfabrik, eine Papiermühle, einige Mahlmühlen und eine Sägemühle; 1870 kam eine Dampfwäscherei hinzu. Ende des 19. Jahrhunderts wurden eine Bierbrauerei, eine Möbelfabrik und verschiedene Buntsandsteinbrüche eröffnet. Diese Unternehmen besaßen jedoch keine längere Lebenszeit, lediglich eine Ziegelei konnte sich bis in die 1960er Jahre halten. In der Gemeinde befand sich außerdem zeitweise ein Standort von Akkord-Radio.
Inzwischen leben die Einwohner der Gemeinde von der Tätigkeit im Pfalzklinikum, vom Weinbau und vom Tourismus. Ersteres betreibt seit 2015 mit dem Peilsender (für Jugendliche) einen Radiosender für Jugendliche. Außerdem ist die Klinik für Kinder- und Jugendpsychiatrie, Psychosomatik und Psychotherapie eng mit dem Pfalzklinikum verbunden. Klingenmünster ist ein Winzerort und als solcher Teil des Weinanbaugebiets Pfalz. Vor Ort befindet sich die Einzellage Maria Magdalena mit einer Fläche von 186,26 ha. Die Lage gehört zur Großlage Kloster Liebfrauenberg.

### Verkehr
Das Kloster wurde an einem Kreuzungspunkt zweier römischer Heerstraßen erbaut, welche in Ost-West-Richtung verliefen. Im Nachbarort Gleiszellen ist ein römischer Gutshof belegt, in Klingenmünster selbst gibt es lediglich wenige Funde, sodass eine Besiedelung bereits durch die Römer auszuschließen ist. Die Heerstraßen lassen sich bis ins Mittelalter in veränderter Lage nachweisen. Im 13. Jahrhundert errichten die Nachfahren der Grafen von Saarbrücken mit Bergzabern und Landau zwei neue Machtzentren. Die alten Hochstraßen nach Westen verloren dadurch ihre Bedeutung. Es wurde stattdessen eine kürzere Verbindung von Landau über Barbelroth nach Weißenburg eingerichtet, die an Klingenmünster vorbeiführte. Durch die Chausseeordnung der Kurpfalz wurde im Jahr 1780 die Straße vom Bergzabern über Klingenmünster und Annweiler nach Zweibrücken ausgebaut. Eine Belebung der Region brachte sie jedoch nicht.

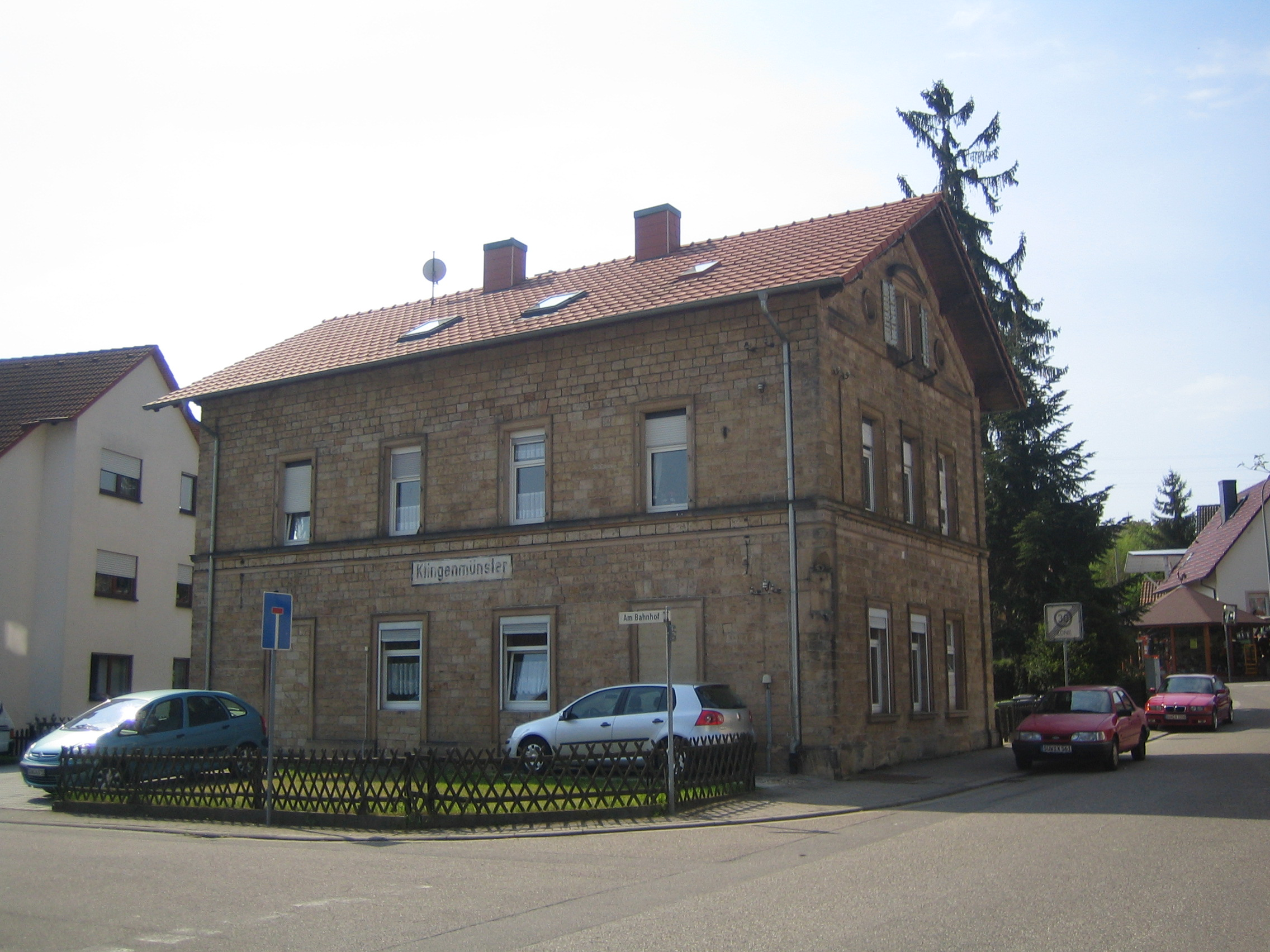
Ehemaliger Bahnhof

Im Jahre 1793 wurden die Landstraße nach Heuchelheim ausgebaut und dadurch die bis dahin geschlossene Mauer um das Kloster Klingenmünster aufgebrochen. Im 19. Jahrhundert entstand eine Straße von Landau über Ingenheim nach Bergzabern und Weißenburg. 1860 wurde die „Neue Straße“ nach Norden errichtet, die den Anschluss an die Straße nach Annweiler-Landau findet und im Süden weiter nach Bergzabern führt.
Am 1. Dezember 1892 wurde die Klingbachtalbahn mit Endstation in Klingenmünster eröffnet. Der Personenverkehr kam bereits 1957 zum Erliegen, der Güterverkehr folgte 1968. Nächstgelegener Bahnhöfe sind seither Rohrbach an der Bahnstrecke Neustadt–Wissembourg und Bad Bergzabern an der in Winden beginnenden Strecke. Inzwischen ist Klingenmünster über die Buslinien 524 (Albersweiler–Pfalzklinikum), 531 (Landau–Annweiler) und 540 (Landau–Bad Bergzabern) an das Nahverkehrsnetz angebunden.
Durch den Ort führt die Bundesstraße 48, die in diesem Bereich mit der Deutschen Weinstraße identisch ist. Die Landesstraße 493 führt in die westliche Richtung bis nach Vorderweidenthal und in die östliche bis nach Hördt. Beim Pfalzklinikum zweigt die Landesstraße 508 von der Bundesstraße ab und verläuft bis nach Frankweiler. Rund zehn Kilometer östlich verläuft die Bundesautobahn 65.

### Tourismus

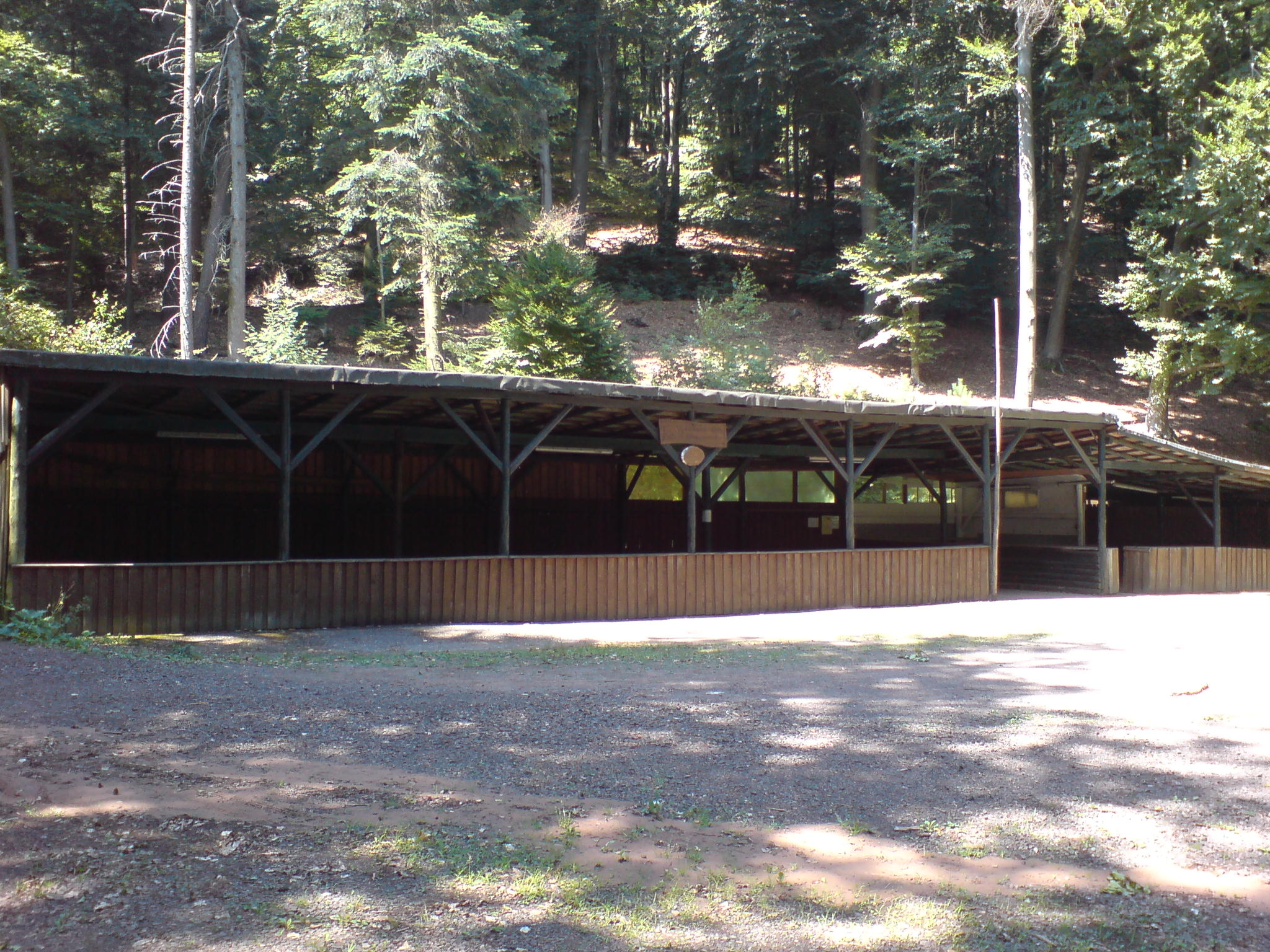
Karlsplatzhütte

Durch Klingenmünster führen der Radweg Deutsche Weinstraße von Schweigen-Rechtenbach nach Bockenheim an der Weinstraße und der Klingbach-Radweg von Vorderweidenthal nach Hördt.
Zudem liegt die Gemeinde an der Südroute der Pfälzer Jakobswege, am Pfälzer Mandelpfad und am Pfälzer Weinsteig; darüber hinaus verläuft durch sie ein von Bad Münster am Stein bis nach Sankt Germanshof führender Wanderweg, der mit einem weiß-blauen Balken markiert ist, und einer, der mit einem gelb-roten Balken markiert ist und der eine Verbindung mit dem Wellbachtal sowie nach Rülzheim herstellt. Zudem existieren vor Ort die Drei-Burgen-Wanderung sowie Wanderwege mit der Markierung grünes Dreieck auf weißem Grund und weißes Dreieck.
Mitten im Pfälzerwald an der Gemarkungsgrenze zu Gleiszellen-Gleishorbach befindet sich außerdem die von der Ortsgruppe des Pfälzerwald-Vereins betriebene Karlsplatzhütte.

## Persönlichkeiten

### Ehrenbürger
- Johannes Klein (1845–1917), Ingenieur und Konstrukteur, gründete 1871 zusammen mit dem Brauereidirektor Schanzlin und dem Landwirt Becker die Firma Klein, Schanzlin & Becker.
- Jakob Klein (1869–1945), Ingenieur, übernahm 1905 selbständig die Firma „Klein, Schanzlin & Becker“ seines Bruders.
- Albert Decker (1883–1967), Senatspräsident am Bayerischen Verwaltungsgerichtshof, Historiker, Jurist und Heimatkundler

### Söhne und Töchter der Gemeinde

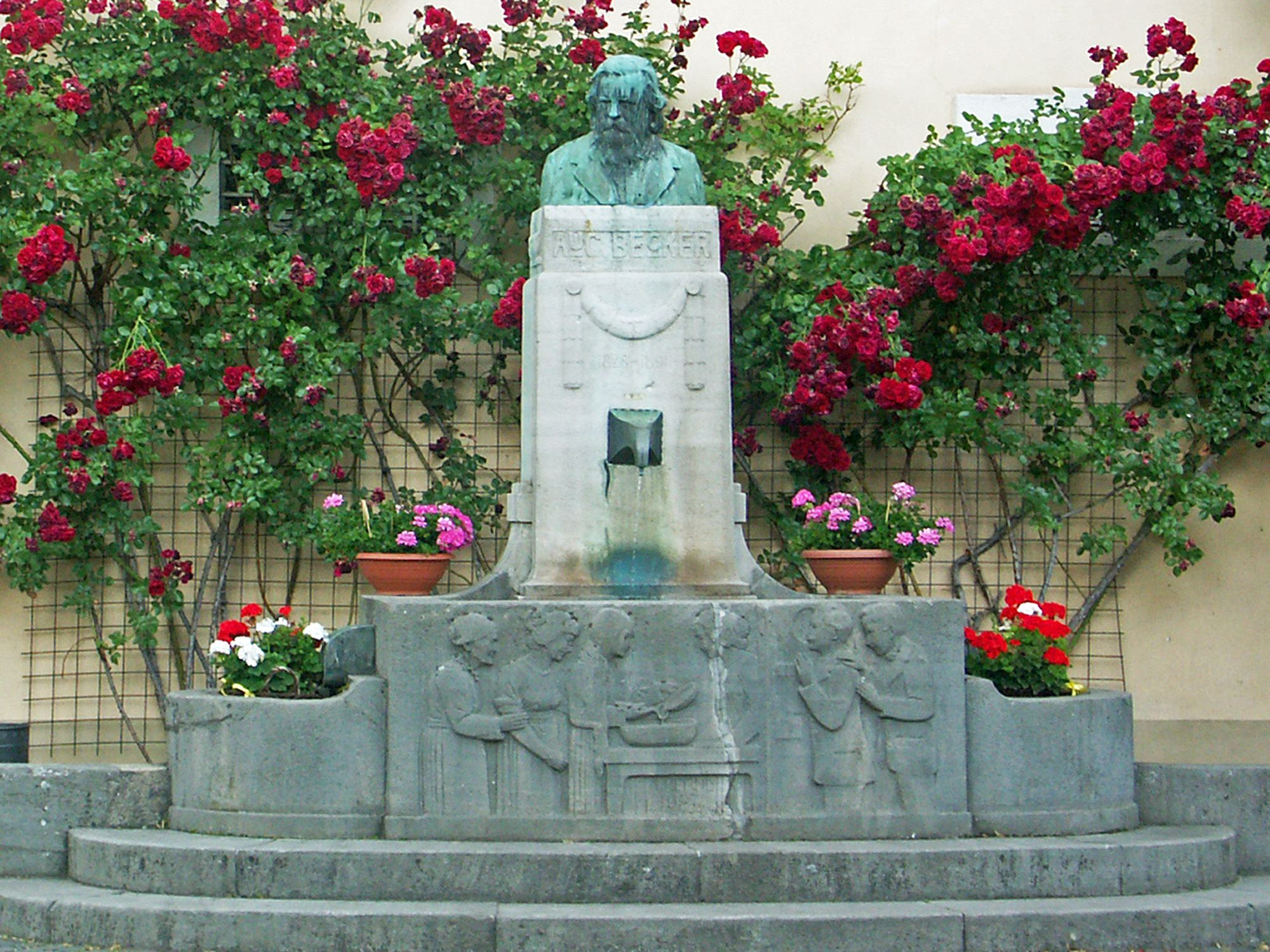
Das August-Becker-Denkmal

- Stephan Zipff (1761–1813), Arzt, Professor der Medizin an der Universität Heidelberg
- August Becker (1828–1891), deutscher Schriftsteller und pfälzischer Volkskundler
- George Michael Hahn (1830–1886), 1864–1865 Gouverneur des US-Bundesstaats Louisiana
- Joseph Alois Bach (1838–1912), päpstlicher Zuave
- Johannes Klein (1845–1917), Ingenieur und Konstrukteur, gründete 1871 zusammen mit dem Brauereidirektor Schanzlin und dem Landwirt Becker die Firma Klein, Schanzlin & Becker
- Jakob Mathéus (1862–1946), Verwaltungsjurist und Politiker
- Jakob Klein (1869–1945), Ingenieur, übernahm 1905 selbständig die Firma „Klein, Schanzlin & Becker“ seines Bruders
- Julius Hahn (1871–nach 1936), Verwaltungsjurist
- Albert Decker (1883–1967),  Senatspräsident am Bayerischen Verwaltungsgerichtshof, Historiker, Jurist und Heimatkundler
- Oskar Bischoff (1912–1985), Pfälzer Mundartdichter
- Lilo Beil (1947–2025), Autorin
- Hermann Bohrer (* 1956/57), Politiker (SPD), seit 1999 Bürgermeister der Verbandsgemeinde Bad Bergzabern

### Personen, die vor Ort gewirkt haben
- Friedrich Wilhelm Rebenack (1791–1866), bayerischer Beamter und Landtagsabgeordneter, starb in der örtlichen Nervenklinik
- Friedrich Carl Bentz (1799–1864), Kaufmann und Politiker, starb vor Ort auf einer Geschäftsreise.
- Hermann Hofmann (1880–1941), Politiker (ZENTRUM) und Lehrer, war in Klingenmünster zeitweise als Lehrer tätig
- Gerhart Mall (1909–1983),  Psychiater, Neurologe und Psychologe, war von 1952 bis 1971 Medizinalrat und Direktor der Pfalzklinik und betrieb danach vor Ort eine Privatklinik
- Theo Fehn (1910–1984), Pfarrer, war in Klingenmünster zeitweise Pfarrverweser
- Otfried K. Linde (1932–2019), Pharmazeut und Autor, war Pharmaziedirektor der Pfalzklinik.
- Heidrun Möller (* 1945), Politikerin (SPD), besuchte vor Ort die Volksschule
- Johannes Cramer (* 1950), Architekt, erstellte 1995 ein Gutachten für das örtliche Pfarrzentrum
- Norbert Schäfer, seit 2004 Träger des Verdienstordens des Landes Rheinland-Pfalz, lebt vor Ort.